# 张敏 (1964年)
张敏（1964年10月—），男，中华人民共和国外交官，曾任中华人民共和国驻棉兰总领事。

## 生平
1987年，毕业于外交学院，进入中华人民共和国外交部工作，先后在中国人民外交学会、驻卡拉奇总领事馆、驻美国大使馆任职。2006年，任中国人民外交学会美大部主任。2012年，任驻美国大使馆参赞，后升任公使衔参赞。2018年，任中国人民外交学会党组成员、秘书长。2022年3月，出任中华人民共和国驻棉兰总领事。2025年7月，自驻棉兰总领事离任。